# Lipoprotein
Lipoproteiner är komplex mellan protein och någon typ av hydrofob molekyl, till exempel kolesterolderivat, fosfolipider och triglycerider. Hydrofoberna har extrem låg löslighet i vatten och därför omsluter proteinet hydrofoberna och gör att komplexet kan lösa sig i vattenbaserade vätskor såsom blod och lymfa, lipoproteiner brukar därför även kallas "proteinbaserade resväskor". Lipoproteiner är bland annat ansvariga för transport av triglycerider i blodet, samt reducerar ytspänningen i alveolerna. För att skilja mellan olika lipoproteiner används ultracentrifugering. HDL är det lipoprotein som har högst densitet, sedan LDL,  IDL, VLDL och lägst densitet har kylomikronerna.